# Eugnosta bimaculana
Eugnosta bimaculana es una especie de polilla de la tribu Cochylini, familia Tortricidae. Fue descrita científicamente por Robinson en 1869.
Su envergadura es de 13-14 mm. Tiene dos manchas bien marcadas en el ala anterior, de allí proviene el nombre de "bimaculana".
A los adultos se los ve volar el año entero en la parte sur de su distribución. En el norte se los ve de mayo a junio y de septiembre a octubre.

## Distribución
Se encuentra en los Estados Unidos, desde Mariland a Florida y hacia el oeste hasta Oklahoma y Texas.